# Japanse snip
De Japanse snip (Gallinago hardwickii) is een vogel uit de familie van strandlopers en snippen (Scolopacidae). Deze vogel is genoemd naar zijn ontdekker, de Engelse natuuronderzoeker Charles Hardwicke.

## Verspreiding en leefgebied
Deze soort komt voor in Sachalin en Japan en overwintert in oostelijk Australië, Tasmanië en Nieuw-Guinea.

## Status
De grootte van de populatie is in 2022 geschat op 20-39 duizend volwassen vogels. Op de Rode lijst van de IUCN heeft deze soort de status gevoelig.